# Habrocestoides wulingoides
Habrocestoides wulingoides är en spindelart som beskrevs av Peng X., Xie L. 1999. Habrocestoides wulingoides ingår i släktet Habrocestoides och familjen hoppspindlar. Inga underarter finns listade i Catalogue of Life.